# Савинська сільська рада (Срібнянський район)
Савинська сільська́ ра́да — колишній орган місцевого самоврядування у Срібнянському районі Чернігівської області. Адміністративний центр — село Савинці.

## Населені пункти
Сільській раді підпорядковані населені пункти:
- с. Савинці
- с. Хукалівка

## Загальні відомості
- Територія ради: 35,5 км²
- Населення ради: 681 осіб (станом на 2012 рік). З них: село Савинці — 543 особи, село Хукалівка — 138 осіб.
- Відстань до районного центру шосейними шляхами — 17 кілометрів.

## Історія
Васьковецька сільська рада зареєстрована 1986 року. Стала однією з 11-ти сільських рад Срібнянського району і одна з восьми, яка складається більше, ніж з одного населеного пункту.

## Склад ради
Рада складається з 16 депутатів та голови.
- Голова ради: Волуй Віктор Олександрович
- Секретар ради: Бовкун Зоя Іванівна

### Керівний склад попередніх скликань
| ПІБ                        | Основні відомості                                                         | Дата обрання | Дата звільнення |
| -------------------------- | ------------------------------------------------------------------------- | ------------ | --------------- |
| Сорока Федір Пилипович     | Сільський голова, 1947 року народження, член Комуністичної партії України | 26.03.2006   | 31.10.2010      |
| Волуй Віктор Олександрович | Сільський голова, 1960 року народження, освіта вища, безпартійний         | 31.10.2010   |                 |

Примітка: таблиця складена за даними джерела

### Депутати
За результатами місцевих виборів 2010 року депутатами ради стали:

#### За суб'єктами висування
| Суб'єкт висування                                       | Кількість обраних депутатів | %    |
| ------------------------------------------------------- | --------------------------- | ---- |
| Партія регіонів                                         | 5                           | 31,3 |
| Народна Партія                                          | 4                           | 25   |
| Політична партія Всеукраїнське об'єднання «Батьківщина» | 2                           | 12,5 |
| Самовисування                                           | 2                           | 12,5 |
| Соціалістична партія України                            | 2                           | 12,5 |
| Комуністична партія України                             | 1                           | 6,3  |

#### За округами
| № округу                                                | Прізвище, ім'я, по батькові  | Дата визнання обраним | Освіта         | Партійна приналежність                        | Відомості про обраного депутата                                      |
| ------------------------------------------------------- | ---------------------------- | --------------------- | -------------- | --------------------------------------------- | -------------------------------------------------------------------- |
| Комуністична партія України                             |                              |                       |                |                                               |                                                                      |
| 4                                                       | Скляров Олексій Федорович    | 03.11.2010            | Освіта вища    | член Комуністичної партії України             | СТОВ «Батьківщина», тракторист                                       |
| Народна Партія                                          |                              |                       |                |                                               |                                                                      |
| 8                                                       | Буряк Олексій Михайлович     | 03.11.2010            | Освіта вища    | член Народної партії                          | СТОВ «Батьківщина», заввідділком                                     |
| 9                                                       | Волуй Зоя Іванівна           | 03.11.2010            | Освіта вища    | член Народної партії                          | Савинська сільська рада, секретар                                    |
| 10                                                      | Прокопенко Ніна Олексіївна   | 03.11.2010            | Освіта вища    | член Народної партії                          | тимчасово не працює                                                  |
| 14                                                      | Ляшенко Ольга Григорівна     | 03.11.2010            | Освіта вища    | член Народної партії                          | тимчасово не працює                                                  |
| Партія регіонів                                         |                              |                       |                |                                               |                                                                      |
| 2                                                       | Шпитяк Михайло Миколайович   | 03.11.2010            | Освіта середня | позапартійний                                 | тимчасово не працює                                                  |
| 6                                                       | Неділько Ніна Миколаївна     | 03.11.2010            | Освіта середня | позапартійна                                  | Український молокозавод, прийомщик молока                            |
| 7                                                       | Шипенко Людмила Григорівна   | 03.11.2010            | Освіта вища    | позапартійна                                  | Савинська сільська бібліотека, завідувачка                           |
| 11                                                      | Кочерга Ігор Андрійович      | 03.11.2010            | Освіта вища    | позапартійний                                 | Савинська загальноосвітня школа I-III ст., вчитель математики        |
| 15                                                      | Лозенко Валентина Михайлівна | 03.11.2010            | Освіта середня | позапартійна                                  | Савинська загальноосвітня школа I-III ст., опалювач                  |
| Політична партія Всеукраїнське об'єднання «Батьківщина» |                              |                       |                |                                               |                                                                      |
| 12                                                      | Давиденко Сергій Вікторович  | 03.11.2010            | Освіта середня | член Всеукраїнського об'єднання «Батьківщина» | СТОВ «Батьківщина», охоронець                                        |
| 16                                                      | Месера Ольга Василівна       | 03.11.2010            | Освіта вища    | позапартійна                                  | тимчасово не працює                                                  |
| Соціалістична партія України                            |                              |                       |                |                                               |                                                                      |
| 1                                                       | Потапенко Ольга Олексіївна   | 03.11.2010            | Освіта вища    | член Соціалістичної партії України            | Савинська загальноосвітня школа I-III ст., вчитель початкових класів |
| 3                                                       | Петренко Лідія Андріївна     | 03.11.2010            | Освіта вища    | член Соціалістичної партії України            | Савинська загальноосвітня школа I-III ст., вчитель початкових класів |
| Самовисування                                           |                              |                       |                |                                               |                                                                      |
| 5                                                       | Бринза Сергій Іванович       | 09.01.2011            | Освіта середня | позапартійний                                 | тимчасово не працює                                                  |
| 13                                                      | Овдієнко Геннадій Іванович   | 03.11.2010            | Освіта середня | позапартійний                                 | ТОВ «Спарта Нікс», охоронець                                         |

## Освіта
На території сільради діє Савинська ЗОШ I-III ст. та Савинський ДНЗ.